# Sudan na Letnich Igrzyskach Olimpijskich 1984
Sudan na Letnich Igrzyskach Olimpijskich 1984 reprezentowało 7 zawodników (wszyscy mężczyźni). Reprezentanci Sudanu nie zdobyli żadnego medalu na tych igrzyskach.

## Skład kadry

### Boks
Mężczyźni
- Alego Akomi - waga lekka - 17. miejsce
- Tobi Pelly - waga piórkowa - 32. miejsce
- Abock Shoak - waga półśrednia - 32. miejsce
- Augustino Marial - waga lekkośrednia - 17. miejsce

### Lekkoatletyka
Mężczyźni
- Hassan El-Kashief - 400 metrów - odpadł w eliminacjach
- Omer Khalifa

800 metrów - odpadł w półfinałach
1500 metrów - 8. miejsce
- Ahmed Musa Jouda

5000 metrów - odpadł w eliminacjach
10000 metrów - 10. miejsce